# Vitsån
Vitsån är ett vattendrag som avvattnar sydöstra delen av Haninge kommun. Ån har två huvudflöden; Rocklösaån som börjar vid Vedasjön och Hågaån som rinner från sjön Öran. De två flödena rinner samman i Tungelsta och antar efter det en typisk meander-form genom odlingslandskapet öster om Tungelsta och via Berga för att slutligen utmynna i Horsfjärden mellan Berga örlogsskolor och Årsta havsbad.